# Ministero delle forze armate
Il Ministero delle forze armate (in francese Ministère des Armées), chiamato precedentemente Ministero della difesa (Ministère de la Défense), è un dicastero del governo francese responsabile per l'organizzazione e la preparazione della difesa militare dello Stato. Si trova presso l'Hotel de Brienne al n° 14 di rue Saint-Dominique nel VII arrondissement di Parigi.

## Storia
Precedentemente conosciuto come Ministero della guerra ed il Ministero des Armées, diventato poi Ministero della difesa nazionale, nel giugno 1969 sotto il Ministero delle Michel Debré, ma rinominato nuovamente nel successivo governo Ministero della difesa. Fu solo nel maggio 1974 con il ministro Jacques Soufflet che il ministero ha preso il suo nome attuale.
Dal 2015, tutti i principali stati maggiori sono stati trasferiti nell'Hexagone Balard nel XV arrondissement di Parigi (vicino all'Ospedale Necker-Enfants maledes), l'attuale quartier generale dello stato maggiore dell'Armée française. Questa operazione ha richiesto la costruzione di un edificio su un terreno di 8 ettari di proprietà del Ministero capace eventualmente d'ospitare 10 000 civili e militari.

## Compiti e funzioni

Lo stemma del gruppo sportivo militare fino al 2002

«Il ministro della Difesa è responsabile, sotto l'autorità del Primo ministro,dell'attuazione della politica militare e, in particolare, per l'organizzazione, la gestione, e messa in condizione di occupazione e di mobilitazione di tutte le forze militari e delle infrastrutture di cui hanno bisogno.
Esso assiste il primo ministro per quanto riguarda la loro attuazione.
Esso ha l'autorità su tutte le forze e servizi degli eserciti ed è responsabile per la loro sicurezza.» Article L1142-1 du code la défense
L'insieme delle strutture del Ministero contribuisce a:
- Garantire la difesa della Francia.
- Partecipare alla sicurezza dei francesi.
- Perpetuare la memoria del mondo combattente.

## Organizzazione
Il ministro della Difesa è assistito da:
- Un capo di stato maggiore delle forze armate (CEMA), a titolo di studi, piani e linee guida per l'organizzazione e l'operatività delle forze armate;
- Un delegato all'Assemblea generale degli armamenti (DGA) per motivi di studio, ricerca e l'acquisizione di armi;
- Segretario generale per l'amministrazione (SGA) incaricato degli affari amministrativi, immobiliari, finanziari e sociali.

I capi di stato maggiore dispongono di:
- Armée de terre.
- Marine nationale.
- Armée de l'air.

così come gli amministratori:
- La Gendarmerie nationale (La Gendarmeria nazionale sarà allegata al 1º gennaio 2009 al Ministero dell'interno)
- Servizio di sanità delle forze armate (SSA)
- Servizio carburanti degli eserciti. (SEA)

### Agenzie sotto diretta autorità del ministero
- La delegazione per gli affari strategici. (DAS)
- La delegazione per l'informazione e la comunicazione della Difesa. (DICoD)
- La direzione generale della sicurezza esterna (DGSE)
- La direzione gestione della protezione e della sicurezza della Difesa (DPSD)
- Il controllo generale eserciti (CGA);
- La direzione generale dei sistemi di informazione e comunicazione (DGSIC)
- Gli ispettori generali degli eserciti
- Il Consiglio superiore del servizio militare (CGFS);
- Il Consiglio superiore del personale civile della difesa civile della difesa;
- Il Consiglio superiore della riserva militare.

### Ministro delegato per i veterani
L'attuale Ministro per gli affari dei veterani: Jean-Marie Bockel, dal 18 marzo 2008 nel Governo Fillon II. Questo dipende dal Ministero della Difesa ed ha sede tradizionalmente sin dalla sua creazione (in origine come Ministero delle pensioni) in alcuni degli edifici della vecchia abbazia di Penthemont al numero civico 37, rue de Bellechasse nel VII arrondissement di Parigi.

## Archivi
Finora, gli archivi delle armi di terra, aria e marina hanno sede presso il château de Vincennes, quelli degli armamenti a Châtellerault e quelli della gendarmeria a Maisons-Alfort. La sede della comunicazione e della produzione audiovisiva della difesa si trova al forte di Ivry-sur-Seine e gli archivi degli ex combattenti sono a Caen. Alla fine, tutto si terrà a Vincennes, eccetto gli archivi delle armi che restano in Châtellerault.
Normalmente, un file viene aperto dopo 30 anni, coloro che sono suscettibili di pregiudicare la sicurezza dello stato sottoposto ad un embargo di 60 anni. Le prove e le registrazioni civili sono disponibili solo dopo 100 anni, e singoli file dopo 120 anni.

## Elenco dei ministri
L'attuale ministro delle forze armate è Sébastien Lecornu.